# 瑞安·伯克
瑞安·達倫·伯克（英語：Ryan Darren Burke；2000年11月23日—）是一位愛爾蘭足球運動員，在場上的位置是左邊衛。他現在效力於愛爾蘭足球甲級聯賽球隊禾達福特。

## 球會生涯
瑞安·伯克生於都柏林，孩童時的他曾在克鲁宁联和聖若瑟男孩學習踢球，之後轉到圣帕特里克竞技。他參加了2016年愛爾蘭U17足球聯賽所有比賽並贏得冠軍，在2017年獲得獎學金加入英格蘭的伯明翰。他度過17歲生日後，便首次參加了伯明翰U23比賽，並在下一賽季成為常規球員。2019年6月，他簽下首份職業合約，為期兩年。
2019/20年聯賽盃第一輪作客朴茨茅斯，伯明翰教練佩普·克洛泰特派出大量年青缺乏經驗的球員，數名年青球員獲得首次職業比賽機會，然而伯克只是未用的替補球員。之後球季因2019冠状病毒暫停，比賽恢復後的首場比賽，伯克得益於替補球員名單限制臨時放寬而被入選。7月12日作客斯托克城，他終於獲得首次上場機會，在72分鐘換入，最終以2-0戰敗。
2020年9月22日，伯克被外借至英格蘭足球全國聯賽球會约维尔至2021年1月。